# برينت سميث
برينت سميث (بالإنجليزية: Brent Smith)‏ هو مغني وملحن وشاعر أمريكي، ولد في 10 يناير 1978 في نوكسفيل في الولايات المتحدة.

## وصلات خارجية
- برينت سميث على موقع ميوزك برينز (الإنجليزية)
- برينت سميث على موقع ديسكوغز (الإنجليزية)